# 日野事件

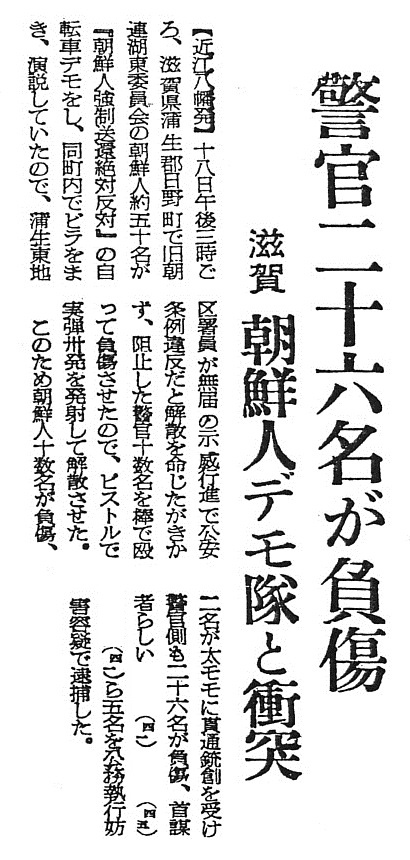
日野事件を報じた朝日新聞（1951年12月19日付）

日野事件（ひのじけん）は、1951年（昭和26年）10月18日に、滋賀県蒲生郡日野町で発生した公安事件。

## 経過
1951年10月18日午前11時30分、滋賀県蒲生郡桜川村に、在日朝鮮統一民主戦線や祖国防衛隊のメンバーが集結し、自転車にスピーカーを取り付けて自転車デモを行おうとした。滋賀県公安条例の届出を出していない違法デモであった。
国家地方警察滋賀県本部蒲生東地区警察署では、これを制止しようとしたが、デモ隊は強行突破し、日野町内に侵入した。デモ隊は日野郵便局前で「朝鮮人強制送還反対」「軍事基地化反対」などの演説を行った。その間、周辺在住の朝鮮人が集まり、ピケを張ったりバリケードを作ったりした。
そして警官隊に棍棒で襲い掛かったため、公務執行妨害罪で20人が検挙された。